# Tubocapsicum
Tubocapsicum, biljni rod krumpirovki smješten u podtribus  Withaniinae, dio tribusa Physalideae. Pripada mu dvije vrste trajnica, jedna iz Azije (Kina, Koreja, Japan, Filipini, Borneo), i jedna endemična za otoke Volcano (Iwo) i Bonin (Ogasawara).
Rod je opisan u Botanical Magazine, Tokyo 22: 18. 1908.

## Vrste
1. Tubocapsicum anomalum (Franch. & Sav.) Makino
2. Tubocapsicum boninense (Koidz.) Koidz. ex H.Hara